# Magnetoencefalografia
La  magnetoencefalografia (MEG) è una tecnica di neuroimaging utilizzata per mappare l'attività funzionale cerebrale mediante la misurazione dei campi magnetici prodotti dall'attività elettrica dell'encefalo.

## Utilizzi
Viene usata per valutare le fluttuazioni del campo magnetico che l'organismo produce, studia dunque la funzionalità cerebrale tramite la misura di tale campo magnetico generato dall'attività elettrica cerebrale, fornendo ottimi risultati. Viene utilizzata da tempo come strumento diagnostico per l'epilessia. Riesce ad essere utilizzato anche nei disturbi uditivi, stimolando la corteccia uditiva ed a far percepire dei toni.

## Storia
Il MEG (acronimo di Magneto-Encefalo-Grafia) è stato utilizzato per la prima volta da David Cohen nel 1968, prima che venisse utilizzato lo SQUID, utilizzando unicamente una bobina ad induzione di rame come rivelatore. Per ridurre il disturbo magnetico di fondo, le misure vennero effettuate in una camera magneticamente schermata. Tuttavia, la scarsa sensibilità di questo rivelatore ebbe come risultato segnali MEG scadenti e disturbati, che erano di difficile utilizzo. In seguito, l'MIT (Massachusetts Institute of Technology), costruì una camera schermata meglio, e utilizzò uno dei primi rivelatori SQUID (appena sviluppato da James E. Zimmerman, un ricercatore per la Ford Motor Company,) per misurare di nuovo la MEG. Questa volta i segnali erano chiari quanto quelli di un'EEG (Elettroencefalografia), e stimolò l'interesse dei fisici che avevano iniziato a cercare i possibili utilizzi degli SQUID. Perciò, la MEG iniziò ad essere utilizzata, così che diverse tipologie di MEG spontanee ed evocate incominciarono ad essere misurate.
All'inizio solamente un unico rivelatore SQUID era utilizzato, per misurare successivamente il campo magnetico in un numero di punti attorno alla testa del soggetto. Ciò era lento e scomodo e negli anni ottanta, i costruttori di MEG incominciarono ad aumentare il numero di sensori nel vaso di Dewar, per coprire un'area più vasta della testa, utilizzando parallelamente un vaso di Dewar più grande. Le MEG attuali hanno forma di casco e contengono fino a 300 sensori, coprendo la maggior parte della testa. In questo modo, le MEG di un soggetto o di un paziente ora possono essere accumulate in maniera rapida ed efficiente.

## Limiti
La letteratura del campo, anche italiana, ha esposto i limiti di tale esame, osservando come vi siano dei disturbi che possono influenzare il risultato alterandolo, come i movimenti dell'occhio, i segnali cardiaci e le contrazioni muscolari.

## Principio fondamentale alla base del segnale MEG
I potenziali neuronali generati simultaneamente inducono debolissimi campi magnetici che possono essere misurati durante la MEG. Tuttavia, il campo magnetico cerebrale è considerevolmente inferiore a 10 fT (femtotesla) per l'attività corticale e {\displaystyle 10^{3}} fT per il ritmo alpha umano rispetto al rumore magnetico ambientale in un contesto urbano, che è nell'ordine di {\displaystyle 10^{8}} fT. Si presentano due fondamentali problemi riguardo al biomagnetismo: la debolezza del segnale, e la forza del sovrastante rumore ambientale. Lo sviluppo di apparecchi di misura estremamente sensibili, SQUIDs, facilita l'analisi del campo magnetico cerebrale e aggira i limiti sopraesposti.

## Schermatura magnetica

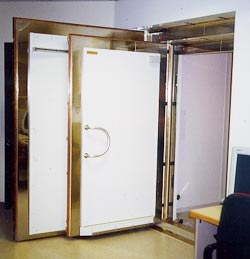
Fotografia dell'ingresso alla stanza magneticamente schermata, che mostra i diversi strati della schermatura.

Poiché i segnali magnetici emessi dal cervello sono dell'ordine di pochi femtotesla (1 fT = {\displaystyle 10^{-15}} T), risulta necessaria la schermatura dai segnali magnetici esterni, incluso il campo magnetico terrestre. Una schermatura magnetica appropriata può essere ottenuta costruendo camere in alluminio e mu-metal per ridurre rispettivamente i disturbi ad alta frequenza e a bassa frequenza.

### Stanza magneticamente schermata
Il modello di una stanza magneticamente schermata (MSR dall'inglese Magnetically Shielded Room) consiste in tre strati principali nidificati. Ognuno di questi strati è composto di uno strato di alluminio puro e di uno strato ferromagnetico ad alta permeabilità (mu-metal), simile per composizione alla Molypermalloy (lega di nichel, ferro e molibdeno, a permeabilità magnetica). Lo strato ferromagnetico è fornito come lamine dello spessore di 1 mm, mentre lo strato più interno è composto da quattro lamine a stretto contatto, i due strati esterni infine sono composti da tre lamine ciascuno. La continuità magnetica è mantenuta da strisce di rivestimento. Rosette isolanti sono utilizzate nel montaggio delle viti in modo tale che ogni strato sia isolato elettricamente per aiutare ad eliminare le frequenze radio, che rovinano il risultato della SQUID. La continuità elettrica dell'alluminio è mantenuta anche da strisce di rivestimento in alluminio per permettere di alternare la schermatura delle correnti di Foucault, che è importante a frequenze superiori a 1 Hz.
Le giunzioni dello strato interno sono spesso galvanizzate con argento o oro per migliorare la conduttività degli strati di alluminio.

### Sistema di schermatura attiva
I sistemi di schermatura attiva sono progettati per cancellare il disturbo in tre dimensioni. Per implementare un sistema a schermatura attiva, magnetometri direzionali a basso disturbo sono installati al centro di ogni superficie e orientati ortogonalmente ad essa. Questo alimenta negativamente un amplificatore a corrente continua attraverso una rete che permette il passaggio solamente delle frequenze al di sotto di un certo valore con una lenta diminuzione in modo tale da minimizzare il feedback positivo e le oscillazioni. All'interno del sistema sono incorporati dei cavi vibranti e smagnetizzanti. I cavi vibranti servono ad incrementare la permeabilità magnetica, mentre i cavi permanenti smagnetizzanti sono applicati a tutte le superfici dello strato interno principale per smagnetizzarle. Inoltre algoritmi di cancellazione del disturbo possono ridurre sia il disturbo a bassa che ad alta frequenza. I sistemi moderni hanno un piano di fondo di circa 2 o 3 fT per √Hz sopra 1 Hz.

### Applicazioni della MEG alle Neuroscienze Cognitive
La MEG recentemente è stata utilizzata anche per studiare processi cognitivi quali l'udito e l'elaborazione del linguaggio.

## Comparazione con altre tecniche di imagining
La MEG è stata sviluppata a partire dagli anni sessanta ma è stata aiutata in maniera notevole dai recenti sviluppi avanzati degli algoritmi di calcolo e nella componente hardware.

### Ulteriore bibliografia
- Suk, J., Ribary, U., Cappell,J. Yamamoto, T. and Llinas, R.    Anatomical localization revealed by MEG recordings of the human somatosensory system.  EEG J  78:185-196, 1991.
- Hämäläinen, M., Hari, R., Ilmoniemi, R., Knuutila, J. and Lounasmaa, O. V. (1993) "Magnetoencephalography – theory, instrumentation, and applications to noninvasive studies of signal processing in the human brain" in Reviews of Modern Physics 1993, 65: pp. 413–497
- Tanzer I.O., (2006) Numerical Modeling in Electro- and Magnetoencephalography, Ph.D. Thesis, Helsinki University of Technology,
- Baillet S., Mosher J. C., Leahy R. M.(2001) "Electromagnetic Brain Mapping" in IEEE Signal Processing Magazine, November 2001, 14-30.
- Cohen, D. "Boston and the history of biomagnetism". Neurology and Clinical Neurophysiology 2004; 30: 1.
- Cohen, D., Halgren, E. (2004). "Magnetoencephalography".  In: Encyclopedia of Neuroscience, Adelman G., Smith B., editors  Elsevier, 1st, 2nd and 3rd  (2004) editions.
- Murakami S, Okada Y. Contributions of principal neocortical neurons to magnetoencephalography and electroencephalography signals. J Physiol. 2006 Sep 15;575(Pt 3):925-36.